# Chiuro
Chiuro är en ort och kommun i provinsen Sondrio i regionen Lombardiet i Italien. Kommunen hade 2 534 invånare (2018).